# 张承志
张承志（1948年—），男，回族，原籍山东济南，生于北京，中国当代作家。曾用笔名阿尔丁夫（蒙古文“人民之子”之意）。先后在中国历史博物馆考古部、中国社会科学院民族所、海军文艺创作室等单位工作。主要从事小说创作，研究中国伊斯兰史、中亚及蒙古史。代表作有《北方的河》、《黑骏马》、《心灵史》、《金牧场》等。已出版各类著作30余种。

## 生平
1948年出生于北京。
1966年6月3日晚，17岁的张承志与骆小海、卜大华、邝桃生、王铭、张晓宾、宫小吉、陶正、高洪旭、宋柏林、袁东平等17名学生聚北京西郊圆明园遗址开会，决定成立红卫兵组织。“红卫兵”这个名字即取自张承志笔名“红卫士”。
1967年，毕业于北京清华大学附属中学。
1968-1972年在内蒙古乌珠穆沁插队。
1972年，被推荐为工农兵学员进入北京大学历史系考古专业，1975年毕业，分配到中国历史博物馆从事考古工作。
1978年，发表处女作《骑手为什么歌唱母亲》（《人民文学》1978年10期），获第一届全国优秀短篇小说奖。同年考入中国社会科学院研究生院历史语言系学习，在翁独健教授的指导下研究蒙古族及北方诸民族历史。
1981年，毕业获民族历史语言系硕士学位。分配到中国社会科学院民族研究所工作任助理研究员。同年发表中篇小说《黑骏马》，获得第二届全国优秀中篇小说奖。
1983年，第一次赴日本东洋文库进修，为期1年。
1984年，发表中篇小说《北方的河》，引起文坛关注，获得第三届全国优秀中篇小说奖，成为他的代表作。
1985年，当选中国作协第四届理事。《小说选刊》编委。
1986年，张承志首次尝试以日文创作，在日本出版了《モンゴル大草原游牧志》。
1987年，张调入中国人民解放军海军政治部文化部从事专业创作。1989年退伍，为自由作家。1982年加入中国作家协会，中国作家协会理事（全国委员），北京作家协会副主席。
1999年，张承志旅行地中海周边，见识了摩洛哥的菲斯城，以及西班牙的穆斯林时代遗迹。2003年，再次奔赴地中海，在西班牙和摩洛哥北部进行调查。2005年，发表《鲜花的废墟》讲述他在西班牙和摩洛哥的所见所闻。
2006年，再次前往日本，并且留居两个月。2009年，发表《敬重与惜别：致日本》，获得华语文学传媒大奖年度散文家奖。
2011年，发表散文美术作品集《涂画的旅程》，展示他多年来创作的美术作品，包括油画、速写、草图、书法，等等。
2012年，张承志花了三年时间修改的《心灵史》改定版限量发行750本，成功募捐得10万美元，全部捐赠给巴勒斯坦难民。
2012年9月，张承志一行从北京出发奔赴巴勒斯坦。12日-16日历时4天，10万美元全部捐献于加沙难民营、舍西德·阿兹米·穆夫提难民营、伊尔比德难民营以及为巴勒斯坦难民提供了土地食物的拉思穆尼夫村95户、艾因扎奈村82户约旦农民，全程共援助476个家庭。9月12日，张承志在捐助现场发表了《越过死海》的演讲。
2013年发表散文集《相约来世，心的新疆》，讲述他多年来对新疆的认识和感情。
2014年11月8日至20日，张承志携夫人到访马来西亚，进行有关历史与文化的考察访问。

## 主要作品
张承志著有《骑手为什么歌唱母亲》、《北方的河》、《黑骏马》、《心灵史》、《金牧场》等小說，他的处女作《骑手为什么歌唱母亲》于1978年榮獲全国优秀短篇小说奖、全国少数民族文学创作荣誉奖。《黑骏马》、《北方的河》分别获1981～1982年、1983～1984年全国优秀中篇小说奖。中篇小说《阿勒克足球》获第1届全国少数民族文学创作奖和《十月》杂志文学奖等。

### 长篇小说
- 《金牧场》（1987）、《金草地》（1997）；《心灵史》（1991）历史小说。

### 中篇小说
- 《黑骏马》（1983年）、《北方的河》（1984年）、《黄泥小屋》、《西省暗杀考》、《错开的花》、《阿勒克足球》；

### 作品集
- 《老桥》(1984年)、《黄泥小屋》(1987年)、《奔驰的美神》(1988年)、《北望长城外》(1988年)、《绿风土》(1989年)等；

### 学术著作
- 《内蒙古大草原游牧志》（日文，1986年）、《红卫兵的时代》（日文，1992年）、《从回教看中国》（日文，1993年）；

### 译著
- 《骑马民族国家》（日译汉，1988年）。

### 文集
- 《张承志集》(1986年)、《张承志代表作》(1988年)、《张承志文学作品集》4册1999海南、《张承志文集》5册1999湖南文艺、《张承志作品系列》9册2015东方、《张承志文集》12册2015上海文艺。

## 创作风格
- 中篇小说《黑骏马》描写了白音宝力格与索米娅的悲欢离合，反映了草原古老生活方式向现代文明演化的时代内容，蕴含了一部民族的生活史；《北方的河》借一个大学生辛勤踏勘北方名河大川的情节，着重写了北方的4条河，唱出了对大地和人民、对大地上艰难而又奇妙的生活的深情颂歌。

- 张承志的小说深沉雄浑，具有一种浓郁而独特的历史感和乐观向上的理想力量，在严峻的生活画面中透出刚健强悍的男子汉气质。其创作多以草原生活及当代青年生活为题材，描写草原牧民生活，表现当代青年的困惑与追求；气势宏阔，笔墨粗犷，抒情浓郁，哲理深微，具有燕赵慷慨悲歌与浪漫主义气息，具有对历史和人生进行顽强探索的追求者气度，具有散文诗式的浓烈抒情色彩。他善于把民族特有的生活方式和心理素质、民族的民歌和音乐以及特有的语言表达方式、广袤的草原和壮阔的大河等自然气息融成一体，构成作品独有的情调和抒情的魅力；他的小说不追求精确的个性描绘，而重视作品的总体象征性。[8][9]

- 张承志有三本仅以外文出版的作品，即为《内蒙古大草原游牧志》（在日本印行）、《从回教看中国》和《红卫兵的时代》（以日文创作，日本发行，四万册），后者被作者认为是“第一本关于早期红卫兵运动的正面总结。”[10]

## 评价
在《心灵史》得到伊斯蘭教蘇非派哲合忍耶宗中沙沟教门教主等上层宗教份子的支持后，张也改信哲合忍耶宗。并以该教派的精神领袖和政治代言人自诩。张曾自诩拥有“从西海固到青铜峡，从甘肃到新疆”的巨大影响力。